# جيم بيشوب
جيم بيشوب (بالإنجليزية: Jim Bishop)‏ هو لاعب كرة قاعدة أمريكي، ولد في 28 يناير 1898 في مونتغمري سيتي في الولايات المتحدة، وتوفي بنفس المكان في 20 سبتمبر 1973.